# La mala noche
La mala noche es una película ecuatoriana-mexicana de 2019, dirigida por Gabriela Calvache. Trata de la vida de mujeres en tratas de blanca, la cruda realidad de la esclavitud moderna. Los actores Nöelle Schönwald, Cristian Mercado, Jaime Tamariz son parte del elenco principal.
La película fue seleccionada para representar a Ecuador en la categoría de Mejor película internacional de la 92.ª edición de los Premios Óscar,sin embargo, no fue considerada finalmente entre los nominados oficiales.

## Antecedentes
Para realizar este filme, la directora Gabriela Calvache se tomó ocho años y realizó quince guiones, donde tuvo que hacer un comprometido trabajo de investigación, en el que estuvo con víctimas de trata de personas para poder definir la historia que quería plasmar en el cine.

## Trama
La historia gira en torno a Dana, una mujer hermosa e inteligente que termina en las redes de la trata de personas, siendo obligada a prostituirse y darle casi todos sus ingresos al jefe de la mafia, quien además de explotarla, la protege, hasta que su vida da un giro inesperado, al tener citas clandestinas con un médico que se enamora de ella, el cual no sabe de dicho mundo de violencia y abuso que la envuelve.

## Rodaje
La película fue rodada en Quito, Ecuador, durante 2017. El elenco está conformado por 30 actores y con un aproximado de 200 extras. Los protagonistas de la cinta son Nöelle Schönwald, Cristian Mercado y Jaime Tamariz.

## Galardones
La película obtuvo el premio a mejor película internacional en la edición número 25 del New York Latino Film Festival de HBO, el premio del público en el Festival Latinoamericano de Cine en Quito y el premio a la mejor directora emergente en el Festival internacional de cine de Mineápolis. Actualmente está seleccionada a los premios Óscar y a los premios Goya.

## Estreno
El filme ha sido presentado en catorce festivales y tuvo su estreno mundial en el Festival de Cine SXSW, en Austin-Texas. Su premier se realizó el 19 de agosto de 2019 en Guayaquil y el 21 de agosto en Quito, pero su estreno a nivel nacional, en todas las salas de cine de Ecuador, fue el 23 de agosto.